# 華山廟碑
《華山廟碑》，簡稱《華山碑》，全稱《西嶽華山廟碑》。碑文為隸書石刻，《華山廟碑》於東漢漢桓帝劉志延熹八年（165年），立於陝西華陰西嶽廟，為當時的郡守袁彭所刻；原碑毀於明朝嘉靖三十四年（1555年），目前揚州史公祠所陳列的《漢西嶽華廟碑》是清朝嘉慶十六年，阮元按照「四明本」請當時蘇州石刻名匠吳國寶摹刻的重刻碑。《華山廟碑》的碑文一共二十二行，滿行有三十七個字，碑文記錄當時帝王登上西嶽祭祀山嶽、建廟、求雨的事蹟。
《華山廟碑》與《禮器碑》同被歷代書法家公認為漢代隸書的典范，《華山碑》的字體端雅秀美，字距行間齊整，筆畫波磔俊逸，富有廟堂的莊重之氣，是正統隸法的代表作之一。

## 碑文
周禮職方氏，河南山鎮曰崋，謂之西嶽，《春秋》傳曰：「山嶽則配天，乾坤定位，山澤通氣，雲行雨施，既成萬物，易之義也。」祀典曰：「日月星辰，所昭卬也，地理山川，所生殖也,功加於民，祀以報之。」《禮記》曰：「天子祭天地，及山川，歲偏焉，自三五迭興，其奉山川，或在天子，或在諸侯，是以唐虞疇咨四嶽，五歲壹巡狩，皆以四時之中月，各省其方，親至其山，柴祭燔燎，夏、商則未聞所損益，周鑒於二代，十有二歲，王巡狩殷國，亦有事於方嶽，祀以圭璧，樂奏六歌。」高祖初興，改秦淫祀。太宗承循，各詔有司，其山川在諸侯者，以時祠之。孝武皇帝修封禪之禮，恩登假之道，巡省五嶽，禋祀豐備，故立宮其下，宮曰集靈宮，壂曰存僊壂，門曰望僊門。仲宗之世，重使使者持節祀焉，歲一禱而三祠，後不承前，至於亡新，寖用丘虛，迄今垣趾營兆猶存，建武之元，事舉其中，禮從其省，但使二千石以歲時往祠，其有風旱，禱請祈求，靡不報應，自是以來，百有餘年，有事西巡，輒過亨祭，然其所立碑石，刻紀時事，文字摩滅，莫能存識，延熹四年七月甲子，弘農大守安國亭侯汝南袁逢，掌崋嶽之主位，應古制修廢起頓，閔其若茲，深達和民事神之義，精通誠至礿祭之福，乃案經傳所載，原本所由，銘勒斯石，垂之於後，其辭曰：「巖巖西嶽，峻極穹蒼，奄有河朔，遂荒崋陽，觸石興雲，雨我農桑，資糧品物，亦相瑤光，崇冠二州，古曰雍梁，馮於豳岐，文武克昌，天子展義，巡狩省方，玉帛之贄，禮與岱亢，六樂之變，舞以致康，在漢中葉，建設宇堂，山嶽之守，是秩是望，侯惟安國，兼命斯章，尊修靈基，肅共壇場，明德惟馨，神歆其芳，遏禳凶札，揫斂吉祥，歲其有年，民說無疆。」袁府君肅恭明神，易碑飾闕，會遷京兆尹，孫府君到，欽若嘉業，遵而成之，延熹八年四月廿九日甲子就，袁府君諱逢，字周陽，汝南女陽人，孫府君諱璆，字山陵，安平信都人，時令朱頡，字宣得，甘陵鄃人，丞張房，字少游，河南京人，左尉唐佑，字君惠，河南密人，主者掾崋陰王萇，字德長。京兆尹勅監都水掾霸陵杜遷市石，遣書佐新豐郭香察書，刻者潁川邯鄲公修蘇張，工部君遷。

## 拓本
- 北京故宮博物院館藏，為明代華陰商雲駒、商雲肇兄弟及清代郭宗昌、朱彝尊等人收藏的《西嶽華山廟碑》華陰本[3]，又稱關中本[4]。
- 明代長垣王文蓀所藏《西嶽華山廟碑》長垣本[5]，又稱商丘本[6]。
- 明代寧波豐熙萬卷樓所藏《西嶽華山廟碑》碑帖，又稱四明本[7]。
- 清代《西嶽華山廟碑》小玲瓏山館本[8]，又稱順德本[9]，由清初金農[10]珍藏，清末時轉手由廣東順德李文田珍藏。
- 漢刻郭香察《西嶽華山廟碑》宋拓本。

## 歷代評論
- 明代郭宗昌於《金石史》稱：「結體運意乃是漢隸之壯偉者」。[11]
- 清代朱彝尊於《金石文字跋尾》說道：「漢隸凡三種：一種方整，一種流麗，一種奇古。惟延熹《華岳碑》正變乖合，靡所不有，兼三者之長，當為漢隸第一品。」
- 清代的隸書名家金農曾盛讚：「華山片石是吾師」。
- 清代翁方綱在《兩漢金石記》裡說：「朱竹垞於漢隸最推是碑。以余平心論之，則漢隸自以《禮器碑》為最。此碑上通篆，下亦通楷，藉以觀前後變割之所以然，則於書道源流是碑為易見也。使人易見者，非其至者也。」[12]
- 清代劉熙載在《藝概》中說：「漢碑蕭散如韓敕、孔宙，嚴密如衡方、張遷，皆隸之盛也，若華山廟碑，磅礴鬱積，流漓頓挫，意味尤不可窮極。」

## 外部連結
- 卜永堅：〈漢延熹西嶽華山廟碑之研究 （页面存档备份，存于）〉。
- 北京故宮博物院－西嶽華山廟碑 （页面存档备份，存于）
- 台灣Word－西嶽華山廟碑
- 書法空間－华山庙碑 （页面存档备份，存于）
- 書法字典－華山廟碑
- 中國哲學書電子化計劃－《漢延熹西嶽華山廟碑考》